# Playoffs du championnat de France de basket-ball 2015-2016
Navigation
Playoffs 2015 Playoffs 2017
Les playoffs du championnat de France de Pro A opposent à l'issue de la saison régulière les huit meilleures équipes du championnat. Ils se déroulent en trois tours (quarts de finale au meilleur des trois matchs, puis demi-finales et finale au meilleur des cinq matchs). Le vainqueur est couronné champion de France.
L'édition 2016 fait suite à la saison régulière 2015-2016.

## Formule

### Règlement
| Match | Quarts de finale                    | Demi-finales                        | Finale                              |
| ----- | ----------------------------------- | ----------------------------------- | ----------------------------------- |
| 1     | Meilleur bilan en saison régulière  | Meilleur bilan en saison régulière  | Meilleur bilan en saison régulière  |
| 2     | Moins bon bilan en saison régulière | Meilleur bilan en saison régulière  | Meilleur bilan en saison régulière  |
| 3     | Meilleur bilan en saison régulière  | Moins bon bilan en saison régulière | Moins bon bilan en saison régulière |
| 4     | -                                   | Moins bon bilan en saison régulière | Moins bon bilan en saison régulière |
| 5     | -                                   | Meilleur bilan en saison régulière  | Meilleur bilan en saison régulière  |

Les huit meilleures équipes de la saison régulière sont qualifiées pour les playoffs de Pro A. La compétition se déroule en trois tours (quarts de finale, demi-finales et la finale).
Les quarts de finale se déroulent au meilleur des trois manches. Si une équipe mène la série 2 à 0, le troisième match n'est pas disputé. Les demi-finales et la finale se jouent au meilleur des cinq manches. Les matchs 4 et 5 sont disputés uniquement si nécessaire.
Le tableau des playoffs est défini suivant le classement des équipes à l'issue de la saison régulière. Lors des quarts de finale, le premier affronte le huitième (rencontre A), le second affronte le septième (rencontre B), le troisième affronte le sixième (rencontre C) et le quatrième affronte le cinquième (rencontre D). Lors des demi-finales, le vainqueur de la rencontre A affronte le vainqueur de la rencontre D (rencontre E) et le vainqueur de la rencontre B affronte le vainqueur de la rencontre C (rencontre F). La finale oppose le vainqueur de la rencontre E au vainqueur de la rencontre F. Le vainqueur de cette finale est désigné champion de France de Pro A.
Pour chaque tour, l'équipe jouant la rencontre à domicile est définie suivant le tableau ci-contre.

## Équipes qualifiées

### Classement de la saison régulière
| Rang | Équipe               | Bilan | Statut        | Date (et journée) d'obtention   | Date (et journée) d'obtention       | Date (et journée) d'obtention | Date (et journée) d'obtention |
| Rang | Équipe               | Bilan | Statut        | Qualification pour les playoffs | Avantage du terrain au premier tour | Première place                |                               |
| ---- | -------------------- | ----- | ------------- | ------------------------------- | ----------------------------------- | ----------------------------- | ----------------------------- |
| 1    | Monaco P             | 27-7  | Qualifié      |                                 |                                     | 7 mai (J33)                   |                               |
| 2    | Strasbourg IG        | 25-9  | Qualifié      |                                 |                                     |                               |                               |
| 3    | Le Mans              | 23-11 | Qualifié      |                                 |                                     |                               |                               |
| 4    | Chalon-sur-Saône     | 22-12 | Qualifié      |                                 |                                     |                               |                               |
| 5    | Lyon-Villeurbanne    | 21-13 | Qualifié      |                                 |                                     |                               |                               |
| 6    | Gravelines-Dunkerque | 21-13 | Qualifié      |                                 |                                     |                               |                               |
| 7    | Pau-Lacq-Orthez      | 21-13 | Qualifié      |                                 |                                     |                               |                               |
| 8    | Nanterre 92          | 21-13 | Qualifié      |                                 |                                     |                               |                               |
| 9    | Dijon                | 19-15 | Éliminé (J34) |                                 |                                     |                               |                               |
| 10   | Limoges              | 18-16 | Éliminé (J32) |                                 |                                     |                               |                               |
| 11   | Orléans              | 17-17 | Éliminé (J32) |                                 |                                     |                               |                               |
| 12   | Antibes              | 14-20 | Éliminé (J28) |                                 |                                     |                               |                               |
| 13   | Châlons-Reims        | 14-20 | Éliminé (J27) |                                 |                                     |                               |                               |
| 14   | Paris-Levallois      | 12-22 | Éliminé (J26) |                                 |                                     |                               |                               |
| 15   | Cholet               | 11-23 | Éliminé (J25) |                                 |                                     |                               |                               |
| 16   | Nancy                | 10-24 | Éliminé (J23) |                                 |                                     |                               |                               |
| 17   | Rouen                | 6-28  | Éliminé (J20) |                                 |                                     |                               |                               |
| 18   | Le Havre             | 4-30  | Éliminé (J17) |                                 |                                     |                               |                               |

| Légende :                            |
| - Qualifié pour les Play-offs        |
| - Éliminé de la course aux Play-offs |
| T : Tenant du titre                  |
| F : Finaliste de Pro A 2013-2014     |
| Source classement : lnb.fr           |

| \| Nanterre Strasbourg Le Mans Chalon Gravelines Monaco Pau Villeurbanne \| Localisation des clubs engagés en playoffs 2016. |
| Nanterre Strasbourg Le Mans Chalon Gravelines Monaco Pau Villeurbanne                                                        |

| Nanterre Strasbourg Le Mans Chalon Gravelines Monaco Pau Villeurbanne |

## Tableau et programme
|  | Quarts de finale | Quarts de finale     | Quarts de finale  | Quarts de finale | Quarts de finale |      |            | Demi-finales     | Demi-finales | Demi-finales | Demi-finales | Demi-finales | Demi-finales | Demi-finales |  |  | Finale | Finale            | Finale | Finale | Finale | Finale | Finale |
|  |                  |                      |                   |                  |                  |      |            |                  |              |              |              |              |              |              |  |  |        |                   |        |        |        |        |        |
|  | 1                | Monaco               | 93                | 83               |                  |      |            |                  |              |              |              |              |              |              |  |  |        |                   |        |        |        |        |        |
|  | 8                | Nanterre             | 76                | 64               |                  |      |            |                  |              |              |              |              |              |              |  |  |        |                   |        |        |        |        |        |
|  | 8                | Nanterre             | 76                | 64               |                  | 1    | Monaco     | 67               | 67           | 58           | 59           |              |              |              |  |  |        |                   |        |        |        |        |        |
|  |                  |                      |                   |                  |                  | 1    | Monaco     | 67               | 67           | 58           | 59           |              |              |              |  |  |        |                   |        |        |        |        |        |
|  |                  | 5                    | Lyon-Villeurbanne | 73               | 61               | 65   | 80         |                  |              |              |              |              |              |              |  |  |        |                   |        |        |        |        |        |
|  | 4                | 5                    | Lyon-Villeurbanne | 73               | 61               | 65   | 80         | Chalon-sur-Saône | 65           | 71           |              |              |              |              |  |  |        |                   |        |        |        |        |        |
|  | 4                |                      |                   |                  |                  |      |            | Chalon-sur-Saône | 65           | 71           |              |              |              |              |  |  |        |                   |        |        |        |        |        |
|  | 5                | Lyon-Villeurbanne    | 77                | 79               |                  |      |            |                  |              |              |              |              |              |              |  |  |        |                   |        |        |        |        |        |
|  |                  |                      |                   |                  |                  |      |            |                  |              |              |              |              |              |              |  |  | 5      | Lyon-Villeurbanne | 73     | 61     | 90     | 60     | 80     |
|  |                  | 2                    | Strasbourg        | 80               | 73               | 69   | 59         | 77               |              |              |              |              |              |              |  |  |        |                   |        |        |        |        |        |
|  | 2                | Strasbourg           | 72                | 97               |                  |      |            |                  |              |              |              |              |              |              |  |  |        |                   |        |        |        |        |        |
|  | 7                | Pau-Lacq-Orthez      | 67                | 88               |                  |      |            |                  |              |              |              |              |              |              |  |  |        |                   |        |        |        |        |        |
|  | 7                | Pau-Lacq-Orthez      | 67                | 88               |                  | 2    | Strasbourg | 85               | 80           | 87           |              |              |              |              |  |  |        |                   |        |        |        |        |        |
|  |                  |                      |                   |                  |                  | 2    | Strasbourg | 85               | 80           | 87           |              |              |              |              |  |  |        |                   |        |        |        |        |        |
|  |                  | 3                    | Le Mans           | 64               | 77               | 80ap |            |                  |              |              |              |              |              |              |  |  |        |                   |        |        |        |        |        |
|  | 3                | 3                    | Le Mans           | 64               | 77               | 80ap | Le Mans    | 76               | 74           | 83           |              |              |              |              |  |  |        |                   |        |        |        |        |        |
|  | 3                |                      |                   |                  |                  |      | Le Mans    | 76               | 74           | 83           |              |              |              |              |  |  |        |                   |        |        |        |        |        |
|  | 6                | Gravelines-Dunkerque | 67                | 75               | 77               |      |            |                  |              |              |              |              |              |              |  |  |        |                   |        |        |        |        |        |

## Quarts de finale

### Monaco - Nanterre
| 15 mai 2016 20h00 | Rapport | Monaco                                                     | 93–76                               | Nanterre 92                                                                              |  | Salle Gaston Médecin, Monaco | LNB TV |
| 15 mai 2016 20h00 | Rapport | Score par quart-temps : 28-17, 21-17, 26-22, 18-20         |                                     |                                                                                          |  | Salle Gaston Médecin, Monaco | LNB TV |
| 15 mai 2016 20h00 | Rapport | Score par mi-temps : 49-34, 44-42                          |                                     |                                                                                          |  | Salle Gaston Médecin, Monaco | LNB TV |
| 15 mai 2016 20h00 | Rapport | Jamal Shuler, 22 Cel, Uter, 6 D.J. Cooper, 12 Aaron Cel 24 | Points Rebonds Passes d. Évaluation | Mouhammadou Jaiteh, 19 Tasmin Mitchell, 6 Nzeulie, Lamb, Robinson, 3 Mitchell, Jaiteh 17 |  | Salle Gaston Médecin, Monaco | LNB TV |

| 17 mai 2016 20h30 | Rapport | Nanterre 92                                                                    | 64–83                               | Monaco                                                       |  | Palais des sports Maurice-Thorez, Nanterre | MCS |
| 17 mai 2016 20h30 | Rapport | Score par quart-temps : 19-25, 16-19, 17-17, 12-22                             |                                     |                                                              |  | Palais des sports Maurice-Thorez, Nanterre | MCS |
| 17 mai 2016 20h30 | Rapport | Score par mi-temps : 35-44, 29-39                                              |                                     |                                                              |  | Palais des sports Maurice-Thorez, Nanterre | MCS |
| 17 mai 2016 20h30 | Rapport | T. J. Campbell, 13 Mouhammadou Jaiteh, 7 Jérémy Nzeulie, 4 Nzeulie, Jaiteh, 14 | Points Rebonds Passes d. Évaluation | Jamal Shuler, 31 Adrian Uter, 10 Amara Sy 5 Jamal Shuler, 26 |  | Palais des sports Maurice-Thorez, Nanterre | MCS |
| 17 mai 2016 20h30 | Rapport | Monaco remporte la série 2 à 0.                                                |                                     |                                                              |  | Palais des sports Maurice-Thorez, Nanterre | MCS |

| Monaco       | Monaco    | Catégorie                   | Nanterre  | Nanterre           |
| ------------ | --------- | --------------------------- | --------- | ------------------ |
| Jamal Shuler | 53 (26,5) | Points (moy. par match)     | 28 (14,0) | Mouhammadou Jaiteh |
| Adrian Uter  | 16 (8,0)  | Rebonds (moy. par match)    | 12 (6,0)  | Mouhammadou Jaiteh |
| D.J. Cooper  | 14 (7,0)  | Passes (moy. par match)     | 7 (3,5)   | Jérémy Nzeulie     |
| Jamal Shuler | 48 (24,0) | Évaluation (moy. par match) | 31 (15,5) | Mouhammadou Jaiteh |

| Match | Joueur       | Équipe | Évaluation | Points | Rebonds | Passes |
| ----- | ------------ | ------ | ---------- | ------ | ------- | ------ |
| 1     | Aaron Cel    | Monaco | 24         | 17     | 6       | 4      |
| 2     | Jamal Shuler | Monaco | 26         | 31     | 3       | 2      |

### Strasbourg - Pau-Lacq-Orthez
| 14 mai 2016 20h30 | Rapport | Strasbourg                                                                 | 72–67                               | Pau-Lacq-Orthez                                                                   |  | Rhénus Sport, Strasbourg | MCS |
| 14 mai 2016 20h30 | Rapport | Score par quart-temps : 19-11, 20-21, 14-10, 19-25                         |                                     |                                                                                   |  | Rhénus Sport, Strasbourg | MCS |
| 14 mai 2016 20h30 | Rapport | Score par mi-temps : 39-32, 33-35                                          |                                     |                                                                                   |  | Rhénus Sport, Strasbourg | MCS |
| 14 mai 2016 20h30 | Rapport | Mardy Collins, 16 Collins, Howard, 7 Louis Campbell, 5 Collins, Fofana, 18 | Points Rebonds Passes d. Évaluation | Michael Thompson, 20 Wilfried Yeguete, 8 Edwards, Thompson, 3 Wilfried Yeguete 18 |  | Rhénus Sport, Strasbourg | MCS |

| 16 mai 2016 20h30 | Rapport | Pau-Lacq-Orthez                                                       | 88–97                               | Strasbourg                                                            |  | Palais des sports de Pau, Pau | MCS |
| 16 mai 2016 20h30 | Rapport | Score par quart-temps : 25-23, 22-32, 23-18, 18-24                    |                                     |                                                                       |  | Palais des sports de Pau, Pau | MCS |
| 16 mai 2016 20h30 | Rapport | Score par mi-temps : 47-55, 41-42                                     |                                     |                                                                       |  | Palais des sports de Pau, Pau | MCS |
| 16 mai 2016 20h30 | Rapport | Steven Smith, 24 Wilfried Yeguete, 7 Steven Smith, 4 Steven Smith, 24 | Points Rebonds Passes d. Évaluation | Jérémy Leloup, 17 Leloup, Weems, 5 Mardy Collins, 7 Jérémy Leloup, 22 |  | Palais des sports de Pau, Pau | MCS |
| 16 mai 2016 20h30 | Rapport | Strasbourg remporte la série 2 à 0.                                   |                                     |                                                                       |  | Palais des sports de Pau, Pau | MCS |

| Strasbourg    | Strasbourg | Catégorie                   | Pau-Lacq-Orthez | Pau-Lacq-Orthez  |
| ------------- | ---------- | --------------------------- | --------------- | ---------------- |
| Mardy Collins | 32 (16,0)  | Points (moy. par match)     | 42 (21,0)       | Michael Thompson |
| Mardy Collins | 10 (5,0)   | Rebonds (moy. par match)    | 15 (7,5)        | Wilfried Yeguete |
| Mardy Collins | 8 (4,0)    | Passes (moy. par match)     | 6 (3,0)         | Steven Smith     |
| Mardy Collins | 37 (18,5)  | Évaluation (moy. par match) | 35 (17,5)       | Michael Thompson |

| Match | Joueur        | Équipe     | Évaluation | Points | Rebonds | Passes |
| ----- | ------------- | ---------- | ---------- | ------ | ------- | ------ |
| 1     | Mardy Collins | Strasbourg | 18         | 16     | 7       | 1      |
| 2     | Jérémy Leloup | Strasbourg | 22         | 17     | 5       | 0      |

### Le Mans - Gravelines-Dunkerque
| 14 mai 2016 20h00 | Rapport | Le Mans                                                               | 76–67                               | Gravelines-Dunkerque                                             |  | Antarès, Le Mans | LNB TV |
| 14 mai 2016 20h00 | Rapport | Score par quart-temps : 23-13, 15-15, 18-28, 20-11                    |                                     |                                                                  |  | Antarès, Le Mans | LNB TV |
| 14 mai 2016 20h00 | Rapport | Score par mi-temps : 38-28, 38-39                                     |                                     |                                                                  |  | Antarès, Le Mans | LNB TV |
| 14 mai 2016 20h00 | Rapport | Romeo Travis, 19 Mouphtaou Yarou, 14 Tywain McKee, 7 Romeo Travis, 27 | Points Rebonds Passes d. Évaluation | Pape Sy, 16 Dove, Aboudou, 6 Andrew Albicy, 6 Jordan Aboudou, 16 |  | Antarès, Le Mans | LNB TV |

| 16 mai 2016 20h00 | Rapport | Gravelines-Dunkerque                                                | 75–74                               | Le Mans                                                              |  | Sportica, Gravelines | LNB TV |
| 16 mai 2016 20h00 | Rapport | Score par quart-temps : 22-16, 12-21, 17-20, 24-17                  |                                     |                                                                      |  | Sportica, Gravelines | LNB TV |
| 16 mai 2016 20h00 | Rapport | Score par mi-temps : 34-37, 41-37                                   |                                     |                                                                      |  | Sportica, Gravelines | LNB TV |
| 16 mai 2016 20h00 | Rapport | Andrew Albicy, 23 Marcus Dove, 7 Andrew Albicy, 5 Andrew Albicy, 23 | Points Rebonds Passes d. Évaluation | Tywain McKee, 25 Mouphtaou Yarou, 9 Tywain McKee, 5 Tywain McKee, 30 |  | Sportica, Gravelines | LNB TV |

| 18 mai 2016 20h30 | Rapport | Le Mans                                                            | 83–77                               | Gravelines-Dunkerque                                              |  | Antarès, Le Mans | MCS |
| 18 mai 2016 20h30 | Rapport | Score par quart-temps : 23-25, 19-17, 16-19, 25-16                 |                                     |                                                                   |  | Antarès, Le Mans | MCS |
| 18 mai 2016 20h30 | Rapport | Score par mi-temps : 42-42, 41-35                                  |                                     |                                                                   |  | Antarès, Le Mans | MCS |
| 18 mai 2016 20h30 | Rapport | Romeo Travis, 20 Romeo Travis, 16 Tywain McKee, 6 Romeo Travis, 34 | Points Rebonds Passes d. Évaluation | Steven Gray, 23 Graham Brown, 9 Andrew Albicy, 5 Graham Brown, 21 |  | Antarès, Le Mans | MCS |
| 18 mai 2016 20h30 | Rapport | Le Mans remporte la série 2 à 1.                                   |                                     |                                                                   |  | Antarès, Le Mans | MCS |

| Le Mans         | Le Mans   | Catégorie                   | Gravelines | Gravelines    |
| --------------- | --------- | --------------------------- | ---------- | ------------- |
| Tywain McKee    | 42 (14,0) | Points (moy. par match)     | 35 (11,7)  | Andrew Albicy |
| Mouphtaou Yarou | 25 (8,3)  | Rebonds (moy. par match)    | 13 (4,3)   | Marcus Dove   |
| Tywain McKee    | 12 (4,0)  | Passes (moy. par match)     | 11 (3,7)   | Andrew Albicy |
| Tywain McKee    | 47 (15,7) | Évaluation (moy. par match) | 36 (12,0)  | Andrew Albicy |

| Match | Joueur        | Équipe               | Évaluation | Points | Rebonds | Passes |
| ----- | ------------- | -------------------- | ---------- | ------ | ------- | ------ |
| 1     | Romeo Travis  | Le Mans              | 27         | 19     | 10      | 2      |
| 2     | Andrew Albicy | Gravelines-Dunkerque | 23         | 23     | 2       | 5      |
| 3     | Romeo Travis  | Le Mans              | 34         | 20     | 16      | 5      |

### Chalon-sur-Saône - Lyon-Villeurbanne
| 15 mai 2016 20h00 | Rapport | Chalon-sur-Saône                                                     | 65–77                               | Lyon-Villeurbanne                                                            |  | Le Colisée, Chalon-sur-Saône | LNB TV |
| 15 mai 2016 20h00 | Rapport | Score par quart-temps : 12-26, 22-19, 19-13, 12-19                   |                                     |                                                                              |  | Le Colisée, Chalon-sur-Saône | LNB TV |
| 15 mai 2016 20h00 | Rapport | Score par mi-temps : 34-45, 31-32                                    |                                     |                                                                              |  | Le Colisée, Chalon-sur-Saône | LNB TV |
| 15 mai 2016 20h00 | Rapport | John Roberson, 22 Devin Booker, 11 John Roberson, 4 Devin Booker, 19 | Points Rebonds Passes d. Évaluation | Charles Kahudi, 21 Jean-Charles, Kahudi, 8 Casper Ware, 5 Charles Kahudi, 24 |  | Le Colisée, Chalon-sur-Saône | LNB TV |

| 17 mai 2016 20h00 | Rapport | Lyon-Villeurbanne                                                    | 79–71                               | Chalon-sur-Saône                                                          |  | Astroballe, Villeurbanne | Ma Chaine Sport |
| 17 mai 2016 20h00 | Rapport | Score par quart-temps : 26-19, 13-20, 19-18, 21-14                   |                                     |                                                                           |  | Astroballe, Villeurbanne | Ma Chaine Sport |
| 17 mai 2016 20h00 | Rapport | Score par mi-temps : 39-39, 40-32                                    |                                     |                                                                           |  | Astroballe, Villeurbanne | Ma Chaine Sport |
| 17 mai 2016 20h00 | Rapport | Charles Kahudi, 15 David Andersen, 9 Casper Ware, 5 David Lighty, 16 | Points Rebonds Passes d. Évaluation | Ilian Evtimov, 18 Justin Brownlee, 8 Evtimov, Booker, 4 Ilian Evtimov, 18 |  | Astroballe, Villeurbanne | Ma Chaine Sport |
| 17 mai 2016 20h00 | Rapport | Lyon-Villeurbanne remporte la série 2 à 0.                           |                                     |                                                                           |  | Astroballe, Villeurbanne | Ma Chaine Sport |

| Chalon-sur-Saône           | Chalon-sur-Saône | Catégorie                   | Lyon-Villeurbanne | Lyon-Villeurbanne                            |
| -------------------------- | ---------------- | --------------------------- | ----------------- | -------------------------------------------- |
| John Roberson              | 37 (18,5)        | Points (moy. par match)     | 36 (18,0)         | Charles Kahudi                               |
| Devin Booker               | 14 (7,0)         | Rebonds (moy. par match)    | 15 (7,5)          | Charles Kahudi David Andersen Darryl Watkins |
| John Roberson              | 7 (3,5)          | Passes (moy. par match)     | 10 (5,0)          | Casper Ware                                  |
| John Roberson Devin Booker | 31 (15,5)        | Évaluation (moy. par match) | 39 (19,5)         | Charles Kahudi                               |

| Match | Joueur         | Équipe            | Évaluation | Points | Rebonds | Passes |
| ----- | -------------- | ----------------- | ---------- | ------ | ------- | ------ |
| 1     | Charles Kahudi | Lyon-Villeurbanne | 24         | 21     | 8       | 3      |
| 2     | Charles Kahudi | Lyon-Villeurbanne | 15         | 15     | 7       | 1      |

## Demi-finales

### Monaco - Lyon-Villeurbanne
| 22 mai 2016 20h30 | Rapport | Monaco                                                            | 67–73                               | Lyon-Villeurbanne                                                      |  | Salle Gaston-Médecin, Monaco | MCS |
| 22 mai 2016 20h30 | Rapport | Score par quart-temps : 16-18, 17-13, 13-16, 21-26                |                                     |                                                                        |  | Salle Gaston-Médecin, Monaco | MCS |
| 22 mai 2016 20h30 | Rapport | Score par mi-temps : 33-31, 34-42                                 |                                     |                                                                        |  | Salle Gaston-Médecin, Monaco | MCS |
| 22 mai 2016 20h30 | Rapport | Adrian Uter, 17 Serhiy Hladyr, 8 D.J. Cooper, 7 Serhiy Hladyr, 16 | Points Rebonds Passes d. Évaluation | Casper Ware, 21 Charles Kahudi, 8 Quatre joueurs, 2 Charles Kahudi, 22 |  | Salle Gaston-Médecin, Monaco | MCS |

| 24 mai 2016 20h30 | Rapport | Monaco                                                             | 67–61                               | Lyon-Villeurbanne                                                          |  | Salle Gaston-Médecin, Monaco | MCS |
| 24 mai 2016 20h30 | Rapport | Score par quart-temps : 9-18, 26-19, 18-16, 12-8                   |                                     |                                                                            |  | Salle Gaston-Médecin, Monaco | MCS |
| 24 mai 2016 20h30 | Rapport | Score par mi-temps : 37-37, 30-24                                  |                                     |                                                                            |  | Salle Gaston-Médecin, Monaco | MCS |
| 24 mai 2016 20h30 | Rapport | Jamal Shuler, 16 Adrian Uter, 12 Jamal Shuler, 4 Serhiy Hladyr, 17 | Points Rebonds Passes d. Évaluation | David Andersen, 12 Charles Kahudi, 7 Lighty, Meacham, 3 Charles Kahudi, 15 |  | Salle Gaston-Médecin, Monaco | MCS |

| 27 mai 2016 21h00 | Rapport | Lyon-Villeurbanne                                                      | 65–58                               | Monaco                                                        |  | Astroballe, Villeurbanne | MCS |
| 27 mai 2016 21h00 | Rapport | Score par quart-temps : 16-13, 12-16, 20-18, 17-11                     |                                     |                                                               |  | Astroballe, Villeurbanne | MCS |
| 27 mai 2016 21h00 | Rapport | Score par mi-temps : 28-29, 37-29                                      |                                     |                                                               |  | Astroballe, Villeurbanne | MCS |
| 27 mai 2016 21h00 | Rapport | Trois joueurs, 11 Charles Kahudi, 10 Casper Ware, 4 Darryl Watkins, 16 | Points Rebonds Passes d. Évaluation | Adrian Uter, 21 D.J. Cooper, 5 D.J. Cooper, 5 Adrian Uter, 14 |  | Astroballe, Villeurbanne | MCS |

| 29 mai 2016 20h30 | Rapport | Lyon-Villeurbanne                                                    | 80–59                               | Monaco                                                    |  | Astroballe, Villeurbanne | MCS |
| 29 mai 2016 20h30 | Rapport | Score par quart-temps : 23-16, 21-17, 17-14, 19-12                   |                                     |                                                           |  | Astroballe, Villeurbanne | MCS |
| 29 mai 2016 20h30 | Rapport | Score par mi-temps : 44-33, 36-26                                    |                                     |                                                           |  | Astroballe, Villeurbanne | MCS |
| 29 mai 2016 20h30 | Rapport | Casper Ware, 19 Darryl Watkins, 15 Casper Ware, 6 Charles Kahudi, 22 | Points Rebonds Passes d. Évaluation | Amara Sy, 11 Serhiy Hladyr, 6 D.J. Cooper, 4 Amara Sy, 11 |  | Astroballe, Villeurbanne | MCS |
| 29 mai 2016 20h30 | Rapport | Lyon-Villeurbanne remporte la série 3 à 1.                           |                                     |                                                           |  | Astroballe, Villeurbanne | MCS |

| Lyon-Villeurbanne          | Lyon-Villeurbanne | Catégorie                   | Monaco    | Monaco        |
| -------------------------- | ----------------- | --------------------------- | --------- | ------------- |
| Casper Ware Charles Kahudi | 52 (13,0)         | Points (moy. par match)     | 53 (13,3) | Adrian Uter   |
| Charles Kahudi             | 31 (7,8)          | Rebonds (moy. par match)    | 24 (6,0)  | Serhiy Hladyr |
| Casper Ware Trent Meacham  | 12 (3,0)          | Passes (moy. par match)     | 19 (4,8)  | D.J. Cooper   |
| Charles Kahudi             | 74 (18,5)         | Évaluation (moy. par match) | 52 (13,0) | D.J. Cooper   |

| Match | Joueur         | Équipe            | Évaluation | Points | Rebonds | Passes |
| ----- | -------------- | ----------------- | ---------- | ------ | ------- | ------ |
| 1     | Charles Kahudi | Lyon-Villeurbanne | 22         | 19     | 8       | 1      |
| 2     | D.J. Cooper    | Monaco            | 15         | 14     | 2       | 3      |
| 3     | Darryl Watkins | Lyon-Villeurbanne | 17         | 11     | 8       | 1      |
| 4     | Charles Kahudi | Lyon-Villeurbanne | 22         | 17     | 6       | 3      |

### Strasbourg - Le Mans
| 21 mai 2016 20h30 | Rapport | Strasbourg                                                    | 85–64                               | Le Mans                                                                  |  | Rhénus Sport, Strasbourg | Ma Chaine Sport |
| 21 mai 2016 20h30 | Rapport | Score par quart-temps : 20-20, 19-12, 22-14, 24-18            |                                     |                                                                          |  | Rhénus Sport, Strasbourg | Ma Chaine Sport |
| 21 mai 2016 20h30 | Rapport | Score par mi-temps : 39-32, 46-32                             |                                     |                                                                          |  | Rhénus Sport, Strasbourg | Ma Chaine Sport |
| 21 mai 2016 20h30 | Rapport | Kyle Weems, 22 Matt Howard, 6 Mardy Collins, 8 Kyle Weems, 20 | Points Rebonds Passes d. Évaluation | Travis, Gelabale, 11 Mouphtaou Yarou, 9 Tywain McKee, 6 Romeo Travis, 12 |  | Rhénus Sport, Strasbourg | Ma Chaine Sport |

| 23 mai 2016 20h30 | Rapport | Strasbourg                                                                     | 80–77                               | Le Mans                                                                    |  | Rhénus Sport, Strasbourg | Ma Chaine Sport |
| 23 mai 2016 20h30 | Rapport | Score par quart-temps : 21-14, 14-22, 22-23, 23-18                             |                                     |                                                                            |  | Rhénus Sport, Strasbourg | Ma Chaine Sport |
| 23 mai 2016 20h30 | Rapport | Score par mi-temps : 35-36, 45-41                                              |                                     |                                                                            |  | Rhénus Sport, Strasbourg | Ma Chaine Sport |
| 23 mai 2016 20h30 | Rapport | Rodrigue Beaubois, 25 Louis Campbell, 8 Mardy Collins, 4 Rodrigue Beaubois, 21 | Points Rebonds Passes d. Évaluation | Romeo Travis, 16 Romeo Travis, 11 Pape-Philippe Amagou, 5 Romeo Travis, 21 |  | Rhénus Sport, Strasbourg | Ma Chaine Sport |

| 26 mai 2016 20h30 | Rapport | Le Mans                                                                  | 80–87                               | Strasbourg                                                             | OT | Antarès, Le Mans | Ma Chaine Sport |
| 26 mai 2016 20h30 | Rapport | Score par quart-temps : 18-15, 24-27, 24-17, 10-17 ; prolongation : 4-11 |                                     |                                                                        | OT | Antarès, Le Mans | Ma Chaine Sport |
| 26 mai 2016 20h30 | Rapport | Score par mi-temps : 42-42, 38-45                                        |                                     |                                                                        | OT | Antarès, Le Mans | Ma Chaine Sport |
| 26 mai 2016 20h30 | Rapport | Tywain McKee, 25 Mouphtaou Yarou, 13 Tywain McKee, 6 Tywain McKee, 19    | Points Rebonds Passes d. Évaluation | Mardy Collins, 21 Mardy Collins, 13 Mardy Collins, 6 Mardy Collins, 31 | OT | Antarès, Le Mans | Ma Chaine Sport |
| 26 mai 2016 20h30 | Rapport | Strasbourg remporte la série 3 à 0.                                      |                                     |                                                                        | OT | Antarès, Le Mans | Ma Chaine Sport |

| Strasbourg    | Strasbourg | Catégorie                   | Le Mans   | Le Mans         |
| ------------- | ---------- | --------------------------- | --------- | --------------- |
| Kyle Weems    | 49 (16,3)  | Points (moy. par match)     | 44 (14,7) | Tywain McKee    |
| Mardy Collins | 20 (6,7)   | Rebonds (moy. par match)    | 30 (10,0) | Mouphtaou Yarou |
| Mardy Collins | 18 (6,0)   | Passes (moy. par match)     | 16 (5,3)  | Tywain McKee    |
| Mardy Collins | 52 (17,3)  | Évaluation (moy. par match) | 40 (13,3) | Romeo Travis    |

| Match | Joueur            | Équipe     | Évaluation | Points | Rebonds | Passes |
| ----- | ----------------- | ---------- | ---------- | ------ | ------- | ------ |
| 1     | Kyle Weems        | Strasbourg | 20         | 22     | 1       | 0      |
| 2     | Rodrigue Beaubois | Strasbourg | 21         | 25     | 1       | 1      |
| 3     | Mardy Collins     | Strasbourg | 31         | 21     | 13      | 6      |

## Finale

### Strasbourg - Lyon-Villeurbanne
| 4 juin 2016 20h30 | Rapport | Strasbourg                                                            | 80–73                               | Lyon-Villeurbanne                                                        |  | Rhénus Sport, Strasbourg | MCS |
| 4 juin 2016 20h30 | Rapport | Score par quart-temps : 28-9, 16-24, 13-13, 23-27                     |                                     |                                                                          |  | Rhénus Sport, Strasbourg | MCS |
| 4 juin 2016 20h30 | Rapport | Score par mi-temps : 44-33, 36-40                                     |                                     |                                                                          |  | Rhénus Sport, Strasbourg | MCS |
| 4 juin 2016 20h30 | Rapport | Mardy Collins, 19 Mardy Collins, 8 Mardy Collins, 7 Mardy Collins, 24 | Points Rebonds Passes d. Évaluation | David Andersen, 19 David Andersen, 5 Trent Meacham, 5 David Andersen, 16 |  | Rhénus Sport, Strasbourg | MCS |

| 6 juin 2016 20h30 | Rapport | Strasbourg                                                                     | 73–61                               | Lyon-Villeurbanne                                                             |  | Rhénus Sport, Strasbourg | MCS |
| 6 juin 2016 20h30 | Rapport | Score par quart-temps : 19-14, 22-12, 25-15, 7-20                              |                                     |                                                                               |  | Rhénus Sport, Strasbourg | MCS |
| 6 juin 2016 20h30 | Rapport | Score par mi-temps : 41-26, 32-35                                              |                                     |                                                                               |  | Rhénus Sport, Strasbourg | MCS |
| 6 juin 2016 20h30 | Rapport | Rodrigue Beaubois, 20 Louis Campbell, 6 Mardy Collins, 5 Rodrigue Beaubois, 18 | Points Rebonds Passes d. Évaluation | Lang, Watkins, 11 Choquet, Jean-Charles, 6 David Lighty, 4 Darryl Watkins, 12 |  | Rhénus Sport, Strasbourg | MCS |

| 9 juin 2016 20h30 | Rapport | Lyon-Villeurbanne                                                     | 90–69                               | Strasbourg                                                       |  | Astroballe, Villeurbanne | MCS |
| 9 juin 2016 20h30 | Rapport | Score par quart-temps : 24-14, 19-16, 23-20, 24-19                    |                                     |                                                                  |  | Astroballe, Villeurbanne | MCS |
| 9 juin 2016 20h30 | Rapport | Score par mi-temps : 43-30, 47-39                                     |                                     |                                                                  |  | Astroballe, Villeurbanne | MCS |
| 9 juin 2016 20h30 | Rapport | David Lighty, 20 Darryl Watkins, 8 Choquet, Lighty, 4 Casper Ware, 19 | Points Rebonds Passes d. Évaluation | Tony Taylor, 16 Trois joueurs, 5 Paul Lacombe, 3 Tony Taylor, 16 |  | Astroballe, Villeurbanne | MCS |

| 11 juin 2016 20h30 | Rapport | Lyon-Villeurbanne                                                      | 60–59                               | Strasbourg                                                                         |  | Astroballe, Villeurbanne | MCS |
| 11 juin 2016 20h30 | Rapport | Score par quart-temps : 16-22, 19-11, 9-14, 16-12                      |                                     |                                                                                    |  | Astroballe, Villeurbanne | MCS |
| 11 juin 2016 20h30 | Rapport | Score par mi-temps : 35-33, 25-26                                      |                                     |                                                                                    |  | Astroballe, Villeurbanne | MCS |
| 11 juin 2016 20h30 | Rapport | David Andersen, 14 Charles Kahudi, 9 Casper Ware, 7 Charles Kahudi, 16 | Points Rebonds Passes d. Évaluation | Rodrigue Beaubois, 23 Mardy Collins, 10 Rodrigue Beaubois, 2 Rodrigue Beaubois, 18 |  | Astroballe, Villeurbanne | MCS |

| 14 juin 2016 20h30 | Rapport | Strasbourg                                                                  | 77–80                               | Lyon-Villeurbanne                                                  |  | Rhénus Sport, Strasbourg | MCS |
| 14 juin 2016 20h30 | Rapport | Score par quart-temps : 15-22, 19-18, 14-27, 29-13                          |                                     |                                                                    |  | Rhénus Sport, Strasbourg | MCS |
| 14 juin 2016 20h30 | Rapport | Score par mi-temps : 34-40, 43-40                                           |                                     |                                                                    |  | Rhénus Sport, Strasbourg | MCS |
| 14 juin 2016 20h30 | Rapport | Rodrigue Beaubois, 23 Matt Howard, 8 Mardy Collins, 5 Rodrigue Beaubois, 24 | Points Rebonds Passes d. Évaluation | Casper Ware, 27 Charles Kahudi, 10 Ware, Lighty, 2 Casper Ware, 23 |  | Rhénus Sport, Strasbourg | MCS |
| 14 juin 2016 20h30 | Rapport | Lyon-Villeurbanne remporte la série 3 à 2.                                  |                                     |                                                                    |  | Rhénus Sport, Strasbourg | MCS |

| Strasbourg        | Strasbourg | Catégorie                   | Lyon-Villeurbanne | Lyon-Villeurbanne |
| ----------------- | ---------- | --------------------------- | ----------------- | ----------------- |
| Rodrigue Beaubois | 95 (19,0)  | Points (moy. par match)     | 77 (15,4)         | Casper Ware       |
| Mardy Collins     | 29 (5.8)   | Rebonds (moy. par match)    | 30 (6.0)          | Darryl Watkins    |
| Mardy Collins     | 20 (4.0)   | Passes (moy. par match)     | 18 (3.6)          | Casper Ware       |
| Rodrigue Beaubois | 91 (18.2)  | Évaluation (moy. par match) | 72 (14.4)         | Casper Ware       |

| Match | Joueur            | Équipe            | Évaluation | Points | Rebonds | Passes |
| ----- | ----------------- | ----------------- | ---------- | ------ | ------- | ------ |
| 1     | Mardy Collins     | Strasbourg        | 24         | 19     | 8       | 7      |
| 2     | Rodrigue Beaubois | Strasbourg        | 18         | 20     | 1       | 1      |
| 3     | David Lighty      | Lyon-Villeurbanne | 18         | 20     | 3       | 4      |
| 4     | Charles Kahudi    | Lyon-Villeurbanne | 16         | 12     | 9       | 1      |
| 5     | Casper Ware       | Lyon-Villeurbanne | 23         | 27     | 3       | 2      |